# 塔纳格罗河畔圣彼得罗
塔納格羅河畔圣彼得罗（義大利語：San Pietro al Tanagro）是意大利萨莱诺省的一个市镇。总面积15平方公里，人口1740人，人口密度116.0人/平方公里（2009年）。ISTAT代码为065125。